# 情癲大聖
《情癲大聖》即依據中國作家吳承恩所撰寫的神怪小說《西遊記》為基礎，再進行改編的電影作品。由谢霆锋、蔡卓妍、范冰冰、張致恆等主演。

## 概述
故事劇情描述原本應該心無掛念的唐三藏，遭遇到令他動心的奇異女子，共譜出一段驚天動地的愛情故事。整個舞臺在湖北省神農架林區取景，攝取風光明媚的天然景緻，搭配科學幻想的特殊效果，呈現與眾不同的西方取經故事。

## 劇情簡介
唐三藏一行四人歷經千辛萬苦來到莎車城，獲得全城英雄式歡迎，但在盛大歡迎儀式的背後，卻潛伏著巨大的危機。原來，莎車城居民的小孩全都被大樹精擄走，藉此威脅居民必需將唐三藏交出去，否則將會把他們的孩童抓去餵千年蟲妖。為此，唐三藏的三位徒弟皆在莎車城遇上埋伏，並被突然現身的樹妖一舉擒獲，只有他運用孫悟空的「定海神針」逃離出來。
此刻，唐三藏被拋至蜥蜴巢穴之外，反因他身上有「定海神針」而被誤認為是孫悟空，交給羅萍的女兒岳美艷看管。怎料，樹妖再度找到唐三藏，將蜥蜴巢穴一舉破壞。因此，岳美艷唯有帶著唐三藏上天下海的找人幫助，途中不但遇上蜥蜴妖女的百般糾纏不清，還被意外誤會為殺害龜丞相和四大天王的兇手……最後兩人終於在一起卻又不能相愛。

## 人物角色
| 角色名稱 | 演員   | 備註                                                 |
| -------- | ------ | ---------------------------------------------------- |
| 唐三藏   | 謝霆鋒 |                                                      |
| 岳美艷   | 蔡卓妍 | 從外星而來的精靈，因拿了公主的名牌，故一直被叫作美艷 |
| 岳美艷   | 范冰冰 | 外星公主                                             |
| 孫悟空   | 陳柏霖 |                                                      |
| 豬八戒   | 關智斌 |                                                      |
| 沙悟淨   | 張致恆 |                                                      |
| 紅孩兒   | 梁洛施 |                                                      |
| 龜丞相   | 元華   |                                                      |
| 羅萍     | 惠英紅 | 岳美艷的養母                                         |
| 玉皇大帝 | 劉家輝 |                                                      |
| 暴龍     | 譚耀文 |                                                      |
| 蜘蛛王   | 黃一飛 |                                                      |
| 青蛇     | 李健仁 |                                                      |
| 天官     | 卓韻芝 |                                                      |
| 蜥王     | 黎耀祥 |                                                      |
| 眾生相   | 鍾鎮濤 |                                                      |
| 眾生相   | 邱月清 |                                                      |
| 眾生相   | 陳惠敏 |                                                      |
| 眾生相   | 劉以達 |                                                      |
| 蜥       | 戴嬌倩 |                                                      |
| 蜥女     | 鄭佳欣 |                                                      |
| 東海龍王 | 武振素 |                                                      |
| 將軍乙   | 黃永明 |                                                      |
| 四大天王 | 高山   |                                                      |
| 四大天王 | 李強   |                                                      |

## 獎項

台灣版《情癲大聖》電影海報

| 頒獎典禮       | 獎項               | 名字                   | 結果 |
| -------------- | ------------------ | ---------------------- | ---- |
| 金馬獎         | 最佳視覺效果獎     | 黃宏顯、黃宏達         | 提名 |
| 香港電影金像獎 | 最佳美術指導獎     | 雷楚雄                 | 提名 |
| 香港電影金像獎 | 最佳服裝造型設計獎 | 張叔平、余家安、利碧君 | 提名 |
| 香港電影金像獎 | 最佳原創電影音樂獎 | 久石讓                 | 提名 |
| 香港電影金像獎 | 最佳音響效果獎     | 曾景祥                 | 提名 |
| 香港電影金像獎 | 最佳視覺效果獎     | 黃宏顯、黃宏達         | 提名 |

## 軼事
影片拍攝完畢後，劇組依需求所搭建的建築物，則完全在神農架林區保留下來成為「旅遊景點」，用水泥澆築成蘑菇形狀建物，使原有天然地貌無法再復原。

## 外部連結
- 情癲大聖　電影官方網站
- 情癲大聖　電影官方網站
- Yahoo奇摩電影上《情癲大聖》的資料（繁體中文）
- 開眼電影網上《情癲大聖》的資料（繁體中文）
- 豆瓣电影上《情癲大聖》的資料 （简体中文）
- 时光网上《情癲大聖》的資料（简体中文）
- AllMovie上《情癲大聖》的资料（英文）
- 爛番茄上《情癲大聖》的資料（英文）
- 香港影庫上《情癲大聖》的資料（繁體中文）
- 互联网电影数据库（IMDb）上《情癲大聖》的资料（英文）